# Политбойцы
Политбойцы — собирательное название комсомольцев и членов ВКП(б), отправленных в действующие фронтовые части в первые месяцы Великой Отечественной войны по специальной партийной мобилизации с целью повышения боеспособности и моральной устойчивости личного состава воинских частей. Как правило, массовый призыв политбойцов был связан с обострением обстановки на фронтах, которое вызывалось превосходством противника в живой силе, вооружении и технике. Считается, что появление в составе советских вооружённых сил политбойцов сыграло существенную роль в укреплении морального состояния Красной Армии во время наиболее тяжёлого периода Великой Отечественной войны.

## Исторический очерк
Практика массовых мобилизаций членов партии РКП(б) в вооружённые силы прошла проверку опытом ещё в годы Гражданской войны. Одними из первых стали мобилизации в 1918 году коммунистов Екатеринбурга и Поволжья, благодаря которым в ряды Красной Армии влилось более 20 тысяч человек. В дальнейшем эти процедуры стали масштабными и систематическими.
В первые же дни Великой Отечественной войны советское партийное руководство в лице ЦК ВКП(б) обратилось к имеющемуся опыту и на основании постановлений Политбюро ЦК от 27 и 29 июня 1941 года были организованы первые мобилизационные мероприятия. Всего за первые шесть месяцев войны в войска было послано 100 тысяч политбойцов (40 тысяч комсомольцев и 60 тысяч коммунистов). До января 1942 года было организовано пять мобилизаций; в дальнейшем же из-за роста числа коммунистов в составе действующей армии они прекратились.
Перед отправлением на фронт политбойцы обучались на курсах специальной подготовки длительностью от двух недель до одного месяца. В октябре 1941 года их подготовка была поставлена на поток в 59 военных училищах. Обычно, после её окончания основная часть политбойцов направлялась во вновь формируемые части или на наиболее критические участки боевых действий. Как правило, политбойцы вступали в состав действующих частей компактными группами по 500 человек на дивизию или по 15-20 человек на роту. Иногда, в особо тяжёлых ситуациях политбойцов перебрасывали на угрожаемые направления целыми подразделениями ротного состава. Им поручались наиболее опасные и ответственные задания; они первыми вставали в атаку, поднимая других бойцов личным примером и неся при этом значительные потери. Многие из них в ходе боевых действий выдвигались на должности политруков, командиров взводов и рот.